# Orlando Serrell
Orlando L. Serrell (født 1968) er amerikaner, der er kendt for sin evne til at huske hver dag siden han var omkring ti år og vejret disse dage. Hans evne er blevet sammenlignet med dem, der hører til autisme.
Orlando Serrell var dog ikke født autist, og besad ikke egentlige specielle talenter. Hans nuværende talenter begyndte at tage form, da han 15. januar 1979 som 10-årig blev ramt af en baseball-bold i venstre side af hovedet. Serrell faldt til jorden, men rejste sig op og spillede videre uden medicinsk hjælp, blandt andet fordi han ikke fortalte sine forældre om episoden. Han led efter episoden af hovedpine i lang tid, men dette stoppede på et tidspunkt. Da hans pine var væk, indså han, at han var i stand til at huske hver eneste dag siden ulykken. Han kunne huske vejrforholdene og sin omtrente position på en hvilken som helst dag siden da.